# Giacomo Sanguinetti
Giacomo Sanguinetti (Pietrasanta, 21 marzo 1990) è un cestista italiano.

## Carriera

### Club
Playmaker cresciuto nelle giovanili della Fortitudo Bologna (con cui ha vinto lo scudetto under-16 nella stagione 2005-2006) a 17 anni ha esordito in Serie A disputando una partita nella stagione 2006-07. Nel 2007-08 ha esordito in ULEB Cup contro il Panellīnios.
Ha poi giocato nel campionato di Serie A Dilettanti con il Gira Ozzano; nella stagione d'esordio ha segnato quasi 8 punti di media a partita. Ha giocato in Divisione Nazionale B1 e ad Ancona con la Eagles Basket Bologna, e dal 2012 milita nella Pallacanestro Lago Maggiore, con cui ha vinto la Coppa Italia LNP 2012-2013.
Il 27 giugno 2015 firma con la Pallacanestro Piacentina, con cui rimane due stagioni.
Il 10 luglio 2017 passa in Serie A2, firmando con l'Assigeco Piacenza, rimanendo così nella città emiliana.
L'anno successivo si accasa alla Mens Sana Siena, sempre in A2.
Dopo una stagione con Vanoli Cremona ed una insieme ad N.P.C. Rieti a partire dalla stagione 2021 veste la casacca bianconera della Rucker Sanve nella quale assume un ruolo centrale nel progetto di coach Marco Mian. 
A novembre 2023 viene ingaggiato dalla Real Sebastiani Rieti, dove ritrova ancora coach Alessandro Rossi, per sopperire alla momentanea assenza per infortunio di Vittorio Nobile.

### Nazionale
Con l'Italia under 20 ha disputato 7 partite ai FIBA EuroBasket Under-20 2010, chiusi al 10º posto. Con l'Italia under 16 ha disputato l'europeo di categoria del 2006, concluso al 6º posto.

## Palmarès

### Club

#### Competizioni nazionali
- Coppa Italia LNP: 1

Pallacanestro Lago Maggiore: 2013